# 리처드 모이어
리처드 모이어(Richard Moir, 영어 발음: /ˈmɔɪər/, 1950년 1월 1일 ~ )는 오스트레일리아의 배우이다.
퀸즐랜드주에서 태어났다.

## 출연 작품
- 웰컴 투 우프 우프 (1997년)
- 조이(영어판) (1997년)
- 99 잃어버린 세계 (1997년)
- 죽음의 탈출 (1991년)
- 랭글러 (1989년)
- 롱 월드 (1985년)
- 고잉 다운 (1983년)
- 히트웨이브 (1982년)
- 필사의 사투 (1980년)
- 베트남 블루스 (1979년)

### 텔레비전
- 프리즈너 (1979, Prisoner) - 에디 쿡 역
- Round the Twist (1989-92)